# 長谷信篤
長谷 信篤（ながたに のぶあつ）は、江戸時代後期から明治時代初期にかけての公卿、華族。官位は正三位・参議。長谷家12代。維新後は華族（子爵）。京都府知事（初代）、元老院議官、貴族院議員などの要職を歴任した。

## 経歴

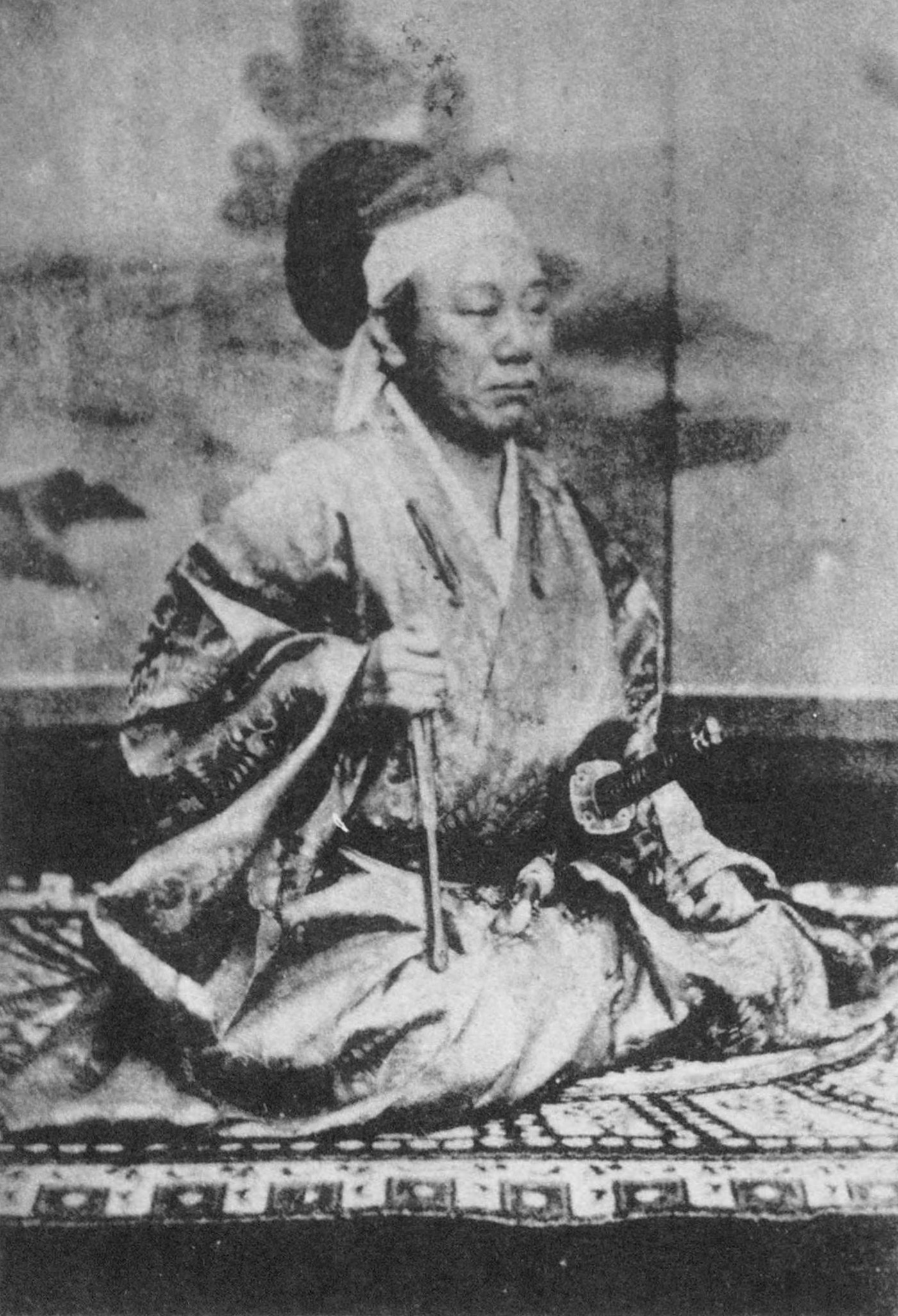
江戸時代末期頃

権大納言・高倉永雅の子として生まれ、刑部卿・長谷信好の養子となる。しかし、信好の実子とする説もある。
安政元年12月18日（1855年2月4日）、従三位に叙される。安政勤王八十八廷臣の一人でもある。
王政復古時には正三位・参議。王政復古の大号令に伴い、東久世通禧や岩倉具視らと共に新政府三職の一つである議定に就任。その後、京都府知事に就任。明治8年（1875年）京都府知事を退任する。1884年7月8日、子爵を叙爵。その後も政治の中枢で活躍し、1890年（明治23年）7月10日から死去するまで貴族院議員に在任した。
ほかに、参与、刑法事務総督（現在の法務大臣に相当）などの要職を歴任した。当時としては非常に長命で、85歳まで生きた。

## 官歴
『公卿補任』による
- 天保2年（1831年） 12月19日：叙爵（従五位下）
- 天保3年（1832年） 2月8日：元服昇殿、美作権介
- 天保6年（1835年） 3月28日：従五位上
- 天保10年（1839年） 正月24日：正五位下
- 天保13年（1842年） 3月16日：従四位下
- 弘化3年（1846年） 正月18日：従四位上
- 嘉永元年（1848年） 5月18日：大膳権大夫
- 嘉永3年（1850年） 正月5日：正四位下
- 嘉永5年（1852年） 12月19日：少納言、兼侍従
- 安政元年（1854年） 12月18日：従三位、非参議
- 安政6年（1859年） 2月11日：正三位
- 慶応4年（1868年） 2月2日：参議

## 栄典
- 1899年（明治32年）6月29日 - 従一位[6]
- 1902年（明治35年）12月26日 - 勲二等旭日重光章[7]

## 系譜
- 父：高倉永雅[1][8]？長谷信好[2]？
- 母：猪熊慶礼の娘[2]？
- 正室：梓子 - 坊城俊政の娘
- 生母不明の子女
  - 長男：長谷信成（1841-1921）